# Den allmennvitenskapelige høgskole
Den allmennvitenskapelige høgskole (AVH) var en del av Universitetet i Trondheim. År 1996 slogs AVH samman med resten av högskolorna (däribland NTH) inom Universitetet i Trondheim (UNIT) till Norges teknisk-naturvitenskapelige universitet (NTNU).
AVH hade större undervisningslokaler på Rosenborg, Lade och på Dragvoll. Lokalerna på Rosenborg och Lade lämnades efter omvandlingen till NTNU. Rosenborgs verksamhet flyttades till Gløshaugen som öppnades år 2000. De gamla universitetsbyggnaderna på Rosenborg är rivna, och under januari 2006 ska där finnas färdigbyggda lägenhetskomplex. Den sista delen av lokalerna på Lade blev flyttade hösten 2003 då det psykologiska institutet flyttades till Dragvoll. Byggnaderna på Lade är under ombyggda till lägenheter och kontorslokaler.
Innan 1984 hette institutionen Norges lærerhøgskole i Trondheim (NLHT), som blev upprättat efter ett stortingsbeslut den 1 juni 1922. Skolan gav ursprungligen en examensfri vidareutbildning för folkskollärarna. Senare utvecklade den sig till och erbjöd grundfack-, mellanfack-, och huvudfacksundervisning i humaniora, samfundsfack och i realfack. Skolan inkluderades i Universitetet i Trondheim 1968 som en autonom högskola på linje med Norges tekniske høgskole.